# Ibn Sídah
Abu-l-Hàssan Alí ibn Ismaïl (àrab: أبو الحسن علي بن إسماعيل, Abū l-Ḥasan ʿAlī ibn Ismāʿīl), més conegut pel sobrenom o pseudònim (xura) d'Ibn Sídah o Ibn Sidah al-Mursí (àrab: ابن سِيدَه المُرسيّ, Ibn Sīdah al-Mursī) (Múrcia, 1007 – Dénia, 26 de març de 1066), fou un erudit andalusí, especialitzat en gramàtica i lexicografia.

## Biografia
Nascut a Múrcia, fill d'Abu-Tàhir Ismaïl ibn Sídah, estudiós de la gramàtica i de la lexicografia àrab, i cec com ell. Tingué una educació precoç de tipus tradicional, així, al sis anys, recitava de memòria l'Alcorà. Estudià ciències religioses, dret islàmic, filosofia i ciències del llenguatge.
Després d'uns primers anys sota el mestratge de son pare, on inicià els estudis lexicogràfics, a la seva mort (ca. 1014) es trasllada a Dénia per a estudiar amb Abu-l-Alà Sàïd al-Baghdadí, literatura, història, ciència de la prosòdia i lexicografia i, amb Abu-Amr Uthman ad-Daní, dret islàmic i ciència religiosa. Uns anys més tard torna a Múrcia per rebre lliçons d'Abu-Úmar at-Talamankí, en ciències religioses i filosòfiques.
Ja format (ca. 1014), es torna a traslladar a Dénia, aquesta vegada com a mestre, sota el mecenatge dels emirs Mujàhid ibn Yússuf al-Muwàffaq i Alí ibn Mujàhid Iqbal-ad-Dawla, on residirà fins a la seva mort. La relació entre Ibn Sídah i Iqbal-ad-Dawla, de més de 20 anys, va patir alts i baixos, i en un moment determinat fou apartat de palau, i per fer-se perdonar i recuperar el favor de l'emir, li escrigué una qassida. És en aquests anys de viure en Dénia on es dedica plenament a transmetre els seus coneixements als seus deixebles i a escriure la seva obra.

## Obra
De les obres d'Ibn Sídah, destaquen dues obres lexicogràfiques: Kitāb al-Muḥkam i Kitāb al-Mujaṣṣaṣ, on ordena el saber universal, des de l'expressió, en la primera, i des del contingut, en la segona.
Les seves obres tracten diverses àrees: 
Crítica literarària
- Kitāb Šarḥ muškil abyā t al-Mutanabbī (Comentari dels versos ambigus d'al-Mutanabbi). Anàlisi gramatical i filològic de l'obra d'al-Mutanabbí.
- Kitāb al-Wāfī fī ʿilm aḥkām al-qawāfī (Llibre de l'exhaustiu sobre la ciència de les lleis de les rimes). Anàlisi dels defectes poètics de l'obra Garib al-Musannaf d'Abú Ubayd. Obra perduda.
- Kitāb al-Anīq fī šarḥ al-Ḥamāsa (Llibre de l'elegant, comentari de El fervor). Comentaris sobre una antologia poètica. Obra perduda.
- Kitāb Šarḥ abyāt al-Ŷumal li-l-Zaŷŷaŷī (Llibre en el qual es comenten els versos de Les frases d'al-Zayyayi). Obra perduda.

Lexicografia
- Kitāb al-Muḥkam wa-l-muḥīt al-aʿẓam (Llibre del que és perfecte i complet). Diccionari semasiològic.
- Kitāb al-Mujaṣṣaṣ fī l-luga (Llibre del que és específic sobre lexicografia). Vocabulari onomasiològic d'àmbit general.
- Kitāb Šādd al-luga (Llibre d'excepcions lèxiques). Obra perduda.
- Kitāb Šarḥ Iṣlāḥ al-manṭiq (Comentari de La rectificació de la pronúncia) o Kitāb al-ʿAwīṣ fī šarḥ Iṣlāḥ al-manṭiq (Llibre del que és complicat en el comentari de La rectificació de la pronúncia). Comentari a una obra d'Ibn al-Sikkit. Obra perduda.

Poesia
- Urŷūẓa. Poema extens, amb vint-i-vuit parts.
- Qaṣīda. Poema demanant perdó a l'emir de Dénia. Es conserven tretze versos.